# Frédéric Forte
Frédéric Forte (Caen, 27 gennaio 1970 – Limoges, 31 dicembre 2017) è stato un cestista, allenatore di pallacanestro e dirigente sportivo francese con cittadinanza italiana, presidente del Limoges.

## Carriera
Di origini venete, in campo giocava nel ruolo di playmaker, è cresciuto cestisticamente nella squadra della sua città natale, il Caen.
Ha militato in Francia, con il Limoges csp, il Gravelines, Paris Basket Racing, in Grecia con l'Iraklis Salonicco ed in Italia con l'Air Avellino e con l'Eurorida Scafati.
Ha vinto, con il Limoges, una Coppa Campioni, tre campionati di Francia e una coppa Busnel.
Cessata l'attività agonistica, ha assunto la carica di presidente del Limoges. Il 31 dicembre 2017 è deceduto all'età di 47 anni a seguito di un attacco cardiaco.

## Palmarès

### Giocatore
- Campionato francese: 3

CSP Limoges: 1988-89, 1992-93, 1993-94
- Coppa di Francia: 2

CSP Limoges: 1994, 1995
- Coppa dei Campioni: 1

CSP Limoges: 1992-93